# Stříbrný vrch
Stříbrný vrch  (pol. Srebrna Góra, niem. Silberberg) – wzniesienie (599 m n.p.m.) w masywie Gór Łużyckich w paśmie Sudetów Zachodnich, w Czechach.

## Położenie
Góra w północnych Czechach, na obszarze chronionego krajobrazu Gór Łużyckich czes. CHKO Lužicke hory, w południowo-zachodniej części Gór Łużyckich, około 4 km na północny wschód od miasta Česká Kamenice na południowym wschodzie od wzniesienia Studenec,około 0,3 km na wschód od skraju miejscowości Lísky, około 0,2 km na południowy zachód od wzniesienia Zlatý vrch. Według czeskiego podziału wzniesienie należy do Krkonošsko-jesenická subprovincie.

## Charakterystyka
Wzniesienie pochodzenia wulkanicznego, zbudowane z bazaltu, o wyraźnym kształcie kopca i stromych zboczach, z płaską powierzchnią szczytową i częściowo sztucznie odsłoniętą powierzchnią na zboczu. Znane ze słupowej podzielności skał wulkanicznych. Wznosi się w pobliżu wzniesienia Zlatý vrch, od którego oddzielone jest niewielkim siodłem. Góra stanowi typowy nek z zakrzepniętym trzonem wulkanu, w którym wykształciły się sześciokątne słupy bazaltowe, tworzące miejscami strukturę, podobną do organowych piszczałek. W przeszłości wzniesienie nosiło nazwę Malý Rybí vrch (niem. Klein Fischberg), a na zboczu wzniesieniu funkcjonował kamieniołom bazaltu, z którego wydobywano bazaltowe słupy. W obecnym czasie kamieniołom jest nieczynny, ponieważ eksploatację bazaltu zatrzymano ze względu na duże wartości przyrodnicze tego obszaru. Głównym powodem objęcia terenu góry ochroną były doskonale wykształcone słupy bazaltowe stanowiące unikat geologiczny, oraz roślinność porastająca zbocza i wierzchołek wzniesienia. W obrębie góry naliczono kilkadziesiąt gatunków roślin. Z ważniejszych to szczyr trwały, żywiec dziewięciolistny, czerniec gronkowy, bodziszek cuchnący oraz marzanka wonna. Szczytową część góry zalega bazalt oraz rumosz bazaltowy. Zbocza góry porasta las mieszany z przewagą buka a szczyt porośnięty jest lasem bukowym.

## Budowa
Trzon góry zbudowany jest z bazaltu który powstawał w trzech oddzielnych okresach czasowych wulkanizmu. Najstarsze partie bazaltu powstały w I fazie, w podłożu i występują na powierzchni tylko w północnej części odsłoniętego terenu kamieniołomu. W tym podłożu wytworzyła się eliptyczna niecka, która później w II fazie została wypełniona młodszą bazaltową lawą, tworząc niewielkie bazaltowe jeziorko, które w specyficznych warunkach podlegało krzepnięciu. Dzięki temu procesowi wytworzyły się pięcio- i sześcioboczne słupy o średnicy dochodzącej w niektórych do 30 cm. W III fazie krzepnące słupy zostały przykryte późniejszym wylewem, który szybciej stygł i w związku z czym tworzyły się krótkie i niedokładnie wykształcone słupki bazaltowe.